# Чечельницкий полк
Чечельни́цкий полк — военно-административная единица Войска Запорожского со столицей в Чечельнике.

## История
Чечельницкий полк выделялся из состава Брацлавского полка в 1650 и 1673-1676 годах. Полк создавался на основе Чечельницкой сотни и близлежащих сёл. Полковником в 1650 году был Фёдор Лытка.